# Kościół Najświętszej Maryi Panny Wniebowziętej w Piłce
Kościół Najświętszej Maryi Panny Wniebowziętej w Piłce – zabytkowy rzymskokatolicki kościół znajdujący się w miejscowości Piłka, w powiecie czarnkowsko-trzcianeckim, w województwie wielkopolskim. Stanowi świątynię parafialną dla parafii Najświętszej Maryi Panny Wniebowziętej.

## Historia i architektura

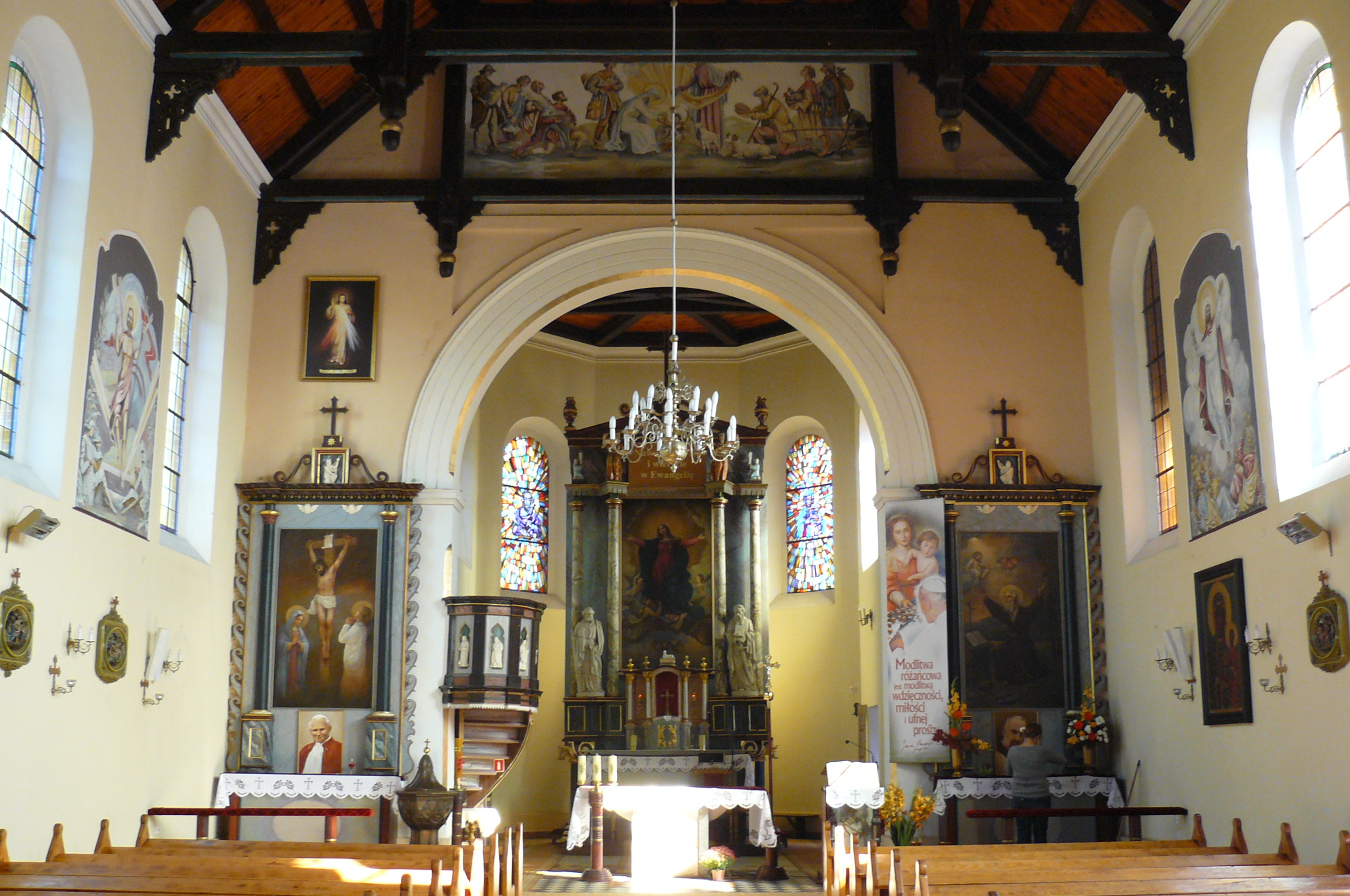
Wnętrze i ołtarz

Kościół halowy, zbudowany w 1868 roku w stylu neoromańskim, dzięki staraniom ówczesnego proboszcza, Antoniego Prokopa. Konsekrowany przez biskupa Edwarda Likowskiego w październiku 1888 roku. Świątynia o ołtarzach: głównym z 1869 roku wraz z rzeźbami apostołów Piotra i Pawła, a także obrazem Wniebowzięcia Najświętszej Maryi Panny z 1879 roku oraz dwóch bocznych z obrazem św. Antoniego Pustelnika i obrazami autorstwa P. Stankiewicza z końca XIX wieku. Dwie zakrystie pochodzą z 1906 roku. Na kościelnej wieży znajdują się trzy dzwony, w tym jeden z nich z 1758 roku, ufundowany przez Piotra Sapiehę.

## Cmentarz przykościelny i pomniki
Przy kościele zabytkowy cmentarz, a na nim groby m.in.:
- ks. Antoniego Prokopa – budowniczego kościoła,
- ks. Jana Sitka (30 maja 1951 – 23 czerwca 2001) – proboszcza parafii piłeckiej w latach 1987–2001.

Przy kościele pomniki: św. Floriana i św. Jana Pawła II.

## Tablice pamiątkowe
- w kruchcie:
  - ku czci 23 dotychczasowych proboszczów piłeckich (osobne tablice dla każdej osoby)
  - ku czci wojewody smoleńskiego Piotra Pawła Sapiehy (1701–1771) – fundatora pierwszego kościoła w 1767
  - ku czci Józefa Chociszewskiego – krzewiciela polskiej oświaty ludowej
- na grocie maryjnej o treści: Z okazji roku urodzin fundator ks. proboszcz Jan Sitek z parafianami. Wykonała firma braci Sekuterskich z Wielenia, Piłka, 4 września 1994[3]